# Imrich Zápolský
Imrich Zápolský (? – 12. září 1487) byl uherský zemský hodnostář, palatin, původně drobný chorvatský zeman. Pocházel z dynastie Zápolských.

## Život
Vyznamenal se ve službách gubernátora Jana Huňadyho. V roce 1458 se stal komorským hrabětem. Za své zásluhy obdržel od krále Matyáše Korvína v roce 1460 hradní panství Spiš a v roce 1461 Kežmarok. Stal se i oravským a spišským županem. Pro svou expanzivní zahraniční politiku se v roce 1465 dostal do sporu s králem Matyášem Korvínem a v roce 1467 byl jedním z vůdců povstání sedmihradské šlechty proti Matyáši Korvínovi.
V roce 1468 byl omilostněn a po Matyášově boku se zúčastnil vojenské výpravy proti českému králi Jiřímu z Poděbrad. Za tuto pomoc byl v roce 1475 jmenován královským místodržícím a v roce 1486 palatinem.